# Ein Tag wie Gold
Ein Tag wie Gold (česky volně Zlatý den) je titulní píseň německého seriálu Babylon Berlín.

## Skladba
Píseň vznikla jako titulní píseň pro 4. řadu německého výpravného historického seriálu Babylon Berlín v roce 2022. Autorkou textu písně je německá herečka a zpěvačka Meret Becker, interpretem je populární německý jazzový zpěvák Max Raabe, jeho Palast Orchester a hudební skupina Meute. Píseň odkazuje na tradici kabaretních songů Výmarské republiky z 30. let 20. století. V seriálu je součástí tanečního maratonu, který absolvuje propuštěná kriminalistka Charlotte Ritter (Liv Lisa Fries) s cílem získat peníze na živobytí.

## Text
Ein Tag wie Gold
In den Adern hunderttausend Volt
Eine Nacht wie Samt und Seide
Ein Tag wie Gold
Ihr habt doch alles, was ihr wollt
Eine Nacht, schöner kann es nicht sein
Zwei Schritt nach links, zwei zurück, dann nach vorn
Jetzt oder nie, wir sind zum Tanzen gebor'n
Alles bebt, alles lebt, hak dich ein, kann es sein, dass wir verrückt sind?
Ein Tag wie Gold
In den Adern hunderttausend Volt
Eine Nacht wie Samt und Seide
Leben, ist es nur ein Traum?
Schön wär's, ich glaube kaum
Dass es wahr ist
Pass auf, weil man sehr leicht vergisst
Nichts bleibt, wie es ist
Grüße nach Moskau, Paris und nach Wien
Wir winken euch zu, alles kommt nach Berlin
Alles schrill, jeder will, allen war immer klar, dass wir verrückt sind
Ein Tag wie Gold
Was übrig bleibt, das wird verzollt
Ein Schimmern, denn was kümmern mich Bilanzen?
Lass uns tanzen